# Benigno Serrato
El general Benigno Serrato García fue un militar mexicano que participó en la Revolución mexicana. Durante su juventud se incorporó a la Revolución, dentro de las filas constitucionalistas. Fue jefe de la 1a. Brigada de Caballería de las fuerzas de Juan Andrew Almazán en la campaña contra el general José Gonzalo Escobar en 1929. Fue Gobernador del Estado de Michoacán. No concluyó su mandato porque murió en un accidente aéreo, cerca de la ciudad de Ario Rosales, Mich., el día 3 de diciembre de 1934.
Su nombre aparece en una calle de la Colonia Cuauhtémoc, Ciudad de México, como B. Serrato; también en la ciudad de Morelia y Pátzcuaro existe una calle con su nombre, al lado de otros Gobernadores. 
Era primo del Gral Brigadier Miguel Serrato, padre del insigne erudito e intelectual Lic. José Dionisio Serrato Muñoz. 
Benigno Serrato nació en Purépero el 11 de febrero de 1889, vivió en carrizal de Arteaga allí mismo realizó su instrucción primaria, la secundaria en Zamora, partidario de madero en la costa michoacana en 1911. Participó en la lucha antihuertista con el grupo firmante del acta de Parácuaro  el 27 de abril de 1913, fue el organizador del grupo de carabineros de carrizal, operador en los municipios de Arteaga y Apatzingán. Fue jefe de la guarnición de Pátzcuaro y ario en 1917 y 1918, jefe de brigada Melchor Ocampo en 1920 y regimiento destacado en Pátzcuaro en 1923, jefe de sector militar en los distritos de: Pátzcuaro, ario, Tacámbaro y Salazar en 1923, jefe de brigada de caballería de las fuerzas de Almazán en la campaña contra escobar en 1929. General de división en 1930, Gobernador de Michoacán de 1932 a 1934